# زاخت
زاخت، روستایی از توابع بخش جبالبارز جنوبی شهرستان عنبرآباد در استان کرمان ایران است.

## جمعیت
این روستا در دهستان مردهک قرار دارد و براساس سرشماری مرکز آمار ایران در سال ۱۴۰۲، جمعیت آن ۱۹۵۴ نفر (۲۰۰خانوار) بوده‌است.